# Whistling Bay
Die Whistling Bay (in Argentinien Bahía Silbido, beiderseits übersetzt Pfeifende Bucht) ist eine 6 km breite und 4 km lange Bucht an der Loubet-Küste des Grahamlands auf der Antarktischen Halbinsel. Sie liegt am südwestlichen Ende der Arrowsmith-Halbinsel. Ihre Einfahrt wird nördlich durch das Longridge Head und im Süden durch das Kap Sáenz begrenzt.
Teilnehmer der British Graham Land Expedition (1934–1937) unter der Leitung des australischen Polarforschers John Rymill nahmen 1936 eine erste Vermessung vor. Der Falkland Islands Dependencies Survey (FIDS) vermaß die Bucht 1948 erneut und benannte sie auch. Namensgebend waren merkwürdige und undefinierbare pfeifende Geräusche, welche die Wissenschaftler des FIDS bei ihren Vermessungsarbeiten wahrgenommen hatten.